# كاميرون ماير
كاميرون ماير (بالإنجليزية: Cameron Meyer) مواليد 11 يناير 1988 في برث، هو دراج أسترالي في صنف سباق الدراجات على الطريق وعلى المضمار. شارك في دورة الألعاب الأولمبية الصيفية.

## سباقات أو مراحل فاز بها
| التاريخ        | السباق                                                     | المركز                                            |
| -------------- | ---------------------------------------------------------- | ------------------------------------------------- |
| 01 يناير 2008  | سباق الزمن تحت سنة في بطولة العالم 2008                    |                                                   |
| 25 مايو 2008   | طواف اليابان 2008                                          | الفائز في التصنيف العام                           |
| 08 يناير 2009  | 2009 Australia National Road Cycling Championships Men ITT |                                                   |
| 06 يناير 2010  | 2010 Australia National Road Cycling Championships Men ITT | الفائز في التصنيف العام                           |
| 19 فبراير 2010 | طواف عمان 2010                                             |                                                   |
| 11 يناير 2011  | 2011 Australia National Road Cycling Championships Men ITT | الفائز في التصنيف العام                           |
| 23 يناير 2011  | داون أندر 2011                                             | الفائز في التصنيف العام                           |
| 10 يناير 2012  | 2012 Australia National Road Cycling Championships Men ITT |                                                   |
| 14 مارس 2012   | تيرينو ادرياتيكو 2012                                      | العاشر في التصنيف العام، الثاني في تصنيف أفضل شاب |
| 17 مارس 2013   | 2013 Oceania Road Cycling Championships Men RR             | الفائز في التصنيف العام                           |
| 19 مايو 2013   | طواف كاليفورنيا 2013                                       | الخامس في التصنيف العام                           |
| 08 فبراير 2015 | طواف هيرالد صن 2015                                        | الفائز في التصنيف العام                           |
| 10 يناير 2016  | بطولة أستراليا لسباق الطريق 2016                           |                                                   |
| 01 يناير 2017  | 2017 An Post Rás                                           |                                                   |
| 01 يناير 2017  | بطولة العالم للدراجات على المضمار 2017 – سباق النقاط       |                                                   |
| 01 يناير 2017  | An Post Rás 2017                                           |                                                   |
| 10 يونيو 2017  | 2017 Dwars door de Vlaamse Ardennen                        | الفائز في التصنيف العام                           |
| 01 يناير 2018  | بطولة العالم للدراجات على المضمار 2018 – سباق النقاط       |                                                   |
| 06 يناير 2019  | بطولة أستراليا لسباق الطريق 2019                           |                                                   |
| 08 يناير 2019  | سباق الزمن في بطولة أستراليا لركوب الدراجات 2019           |                                                   |
| 12 يناير 2020  | سباق الطريق للرجال في بطولة أستراليا 2020                  | الفائز في التصنيف العام                           |
| 07 فبراير 2021 | سباق الطريق للرجال في بطولة أستراليا 2021                  | الفائز في التصنيف العام                           |

## الميداليات
| الميدالية | المسابقة                                    |
| --------- | ------------------------------------------- |
| برونزية   | بطولة العالم لسباق الدراجات على الطريق 2012 |

## وصلات خارجية
- الموقع الرسمي

## روابط خارجية
- كاميرون ماير على موقع الاتحاد الدولي للدراجات (الإنجليزية)
- كاميرون ماير على موقع أرشيف الدراجات (الإنجليزية)
- كاميرون ماير على موقع إحصائيات الدراجات الإحترافية (الإنجليزية)
- كاميرون ماير على موقع نسبة الدراجات (الإنجليزية)
- كاميرون ماير على موقع CycleBase (الإنجليزية)
- كاميرون ماير على موقع اللجنة الأولمبية الدولية (الإنجليزية)
- كاميرون ماير على موقع أوليمبيديا (الإنجليزية)
- كاميرون ماير على موقع اللجنة الأولمبية الأسترالية (الإنجليزية)
- كاميرون ماير على موقع اتحاد ألعاب الكومنولث (مؤرشف) (الإنجليزية)